# Rotach (Bregenzer Ach)
Die Rotach, im Westallgäu Rothach genannt, ist ein 17 km langer, rechtsseitiger bzw. östlicher Nebenfluss der Bregenzer Ach, namensgebend ist das für die Gegend untypisch rot-braun gefärbte Wasser. 

## Geographie

### Verlauf
Die Rotach fließt zwischen den Bergrücken Pfänderstock und Sulzberg meist südwärts.

#### Oberlauf
Der Fluss entspringt im Landkreis Lindau (Bodensee) westlich von Lindenberg im Allgäu noch auf dem Gemeindegebiet von Scheidegg und trägt anfangs den Namen Mühlbach. Der Mühlbach verlässt Lindenberg nordöstlich in einem einsamen Waldtal parallel zur oben verlaufenden ehemaligen Bahnstrecke Röthenbach–Scheidegg, biegt nach Süden um, passiert die Fidenmühle und erreicht den Ortsteil Ellhofen-Moos der Marktgemeinde Weiler-Simmerberg. Hier stößt von links der Angerbach aus dem Angertal hinzu und das gemeinsame Gewässer heißt ab hier Rothach. Die Rothach umfließt im Ortsteil Rothach in deutlichem Abstand den Ort Weiler und trifft erst im Ortsteil Bremenried auf den links zufließenden Hausbach, der aus dem gleichnamigen Tobel kommt.

#### Mittellauf
Die Rothach bestimmt jetzt den gemütlichen Charakter des konstant in südwestlicher Richtung verlaufenden breiten Wiesentales und erreicht die Siebersquelle und Bad Siebers mit seinem im Mittelalter genutzten Heilbad. Die Quelle ist eine staatlich anerkannte Mineralbrunnen und befindet sich seit 1989 im Besitz der Post Brauerei Weiler.
Die Rotach passiert danach den Ortsteil Eyenbach, bleibt in ihrem idyllischen Talgrund von Verkehrswegen unbehelligt und lässt rechts oben den Grenzort Neuhaus (Scheffau) und später links oben Thal liegen. In diesem Bereich bildet die Rotach die Grenze zwischen Deutschland und Österreich.

#### Unterlauf
Nach dem Unterqueren der Verbindungsstraße Doren-Langen verliert die Flusslandschaft unvermittelt ihren beschaulichen Charakter. Die Rotach stürzt sich als wilder Gebirgsfluss in einen unerschlossenen Waldtobel und mündet als solcher später in die gleichartige Bregenzer Ach. Kurz vor der Mündung überquerte bis 1980 die Bregenzerwaldbahn den Fluss. Die Rotach trennt auf dem unwegsamen letzten Abschnitt formell die Gemeindegebiete von Doren und Langen bei Bregenz im Vorderen Bregenzerwald. Sie bildet hier im Verbund mit der Weißach und der Bregenzer Ach ein einzigartiges Großraumbiotop. An der Rotach gibt es eine Ursprünglichkeit und ein intaktes Flusssystem von der österreichischen Grenze bis zur Mündung in die Bregenzer Ach. Die letzten 150 m der Rotach gehören zum Natura 2000 Europaschutzgebiet Bregenzerachschlucht.

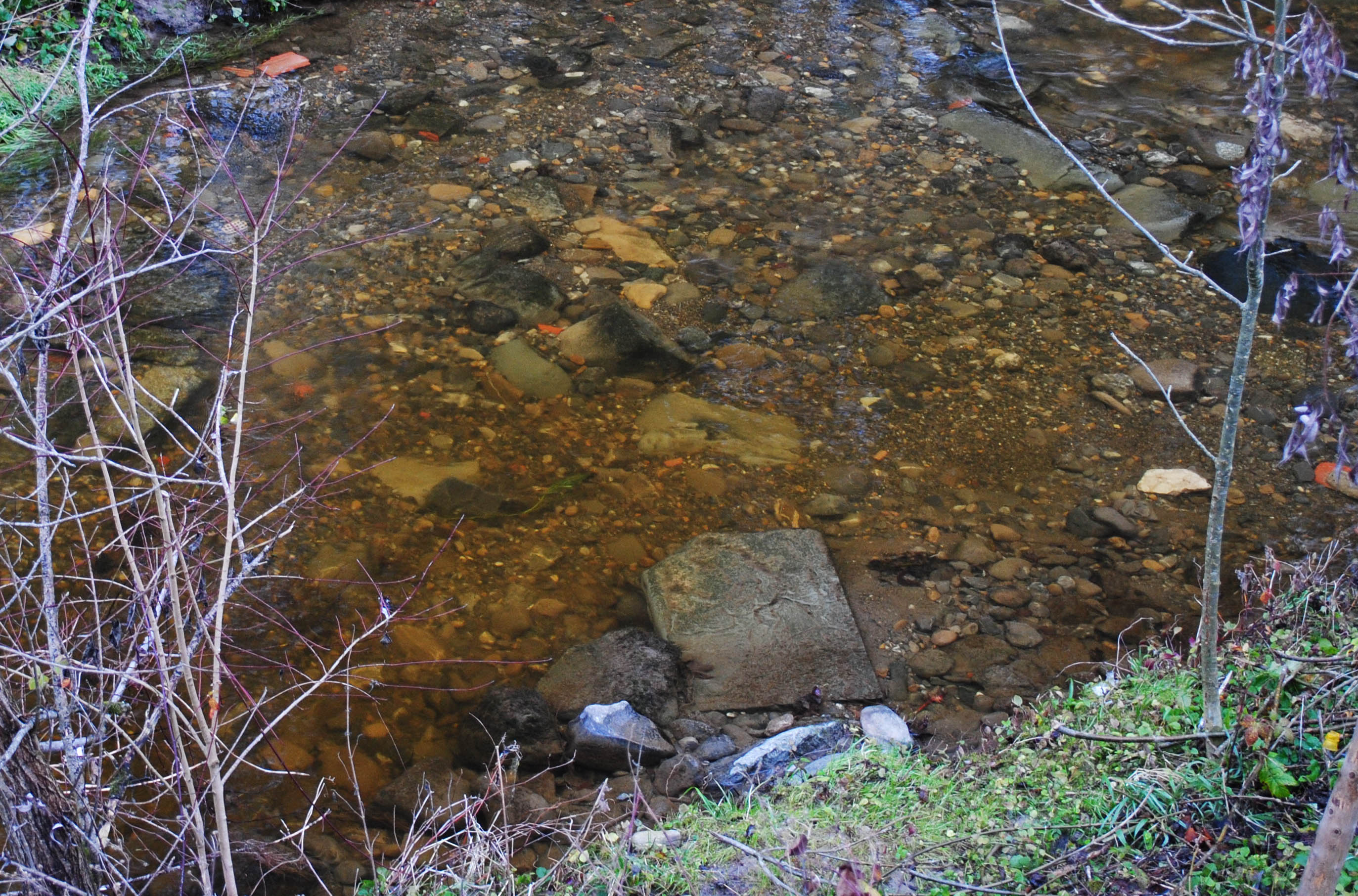
Die besondere Färbung der Rotach

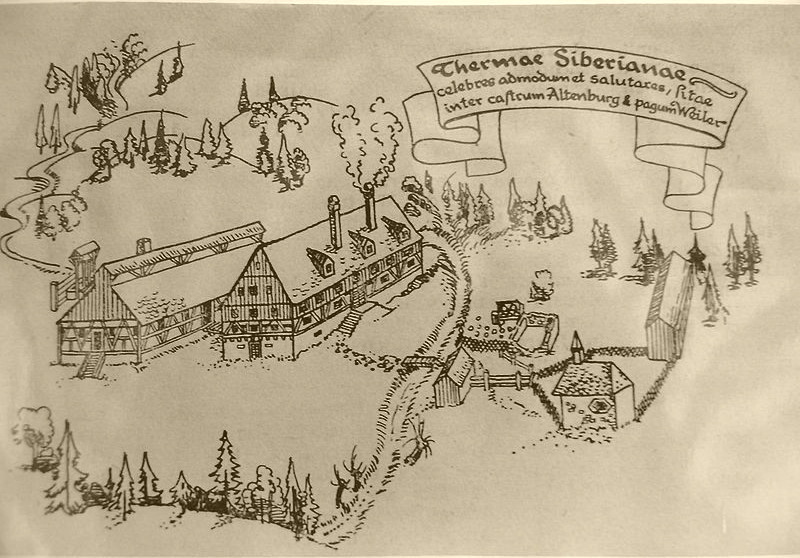
Das Bad in Siebers (Zeichnung von 1637)

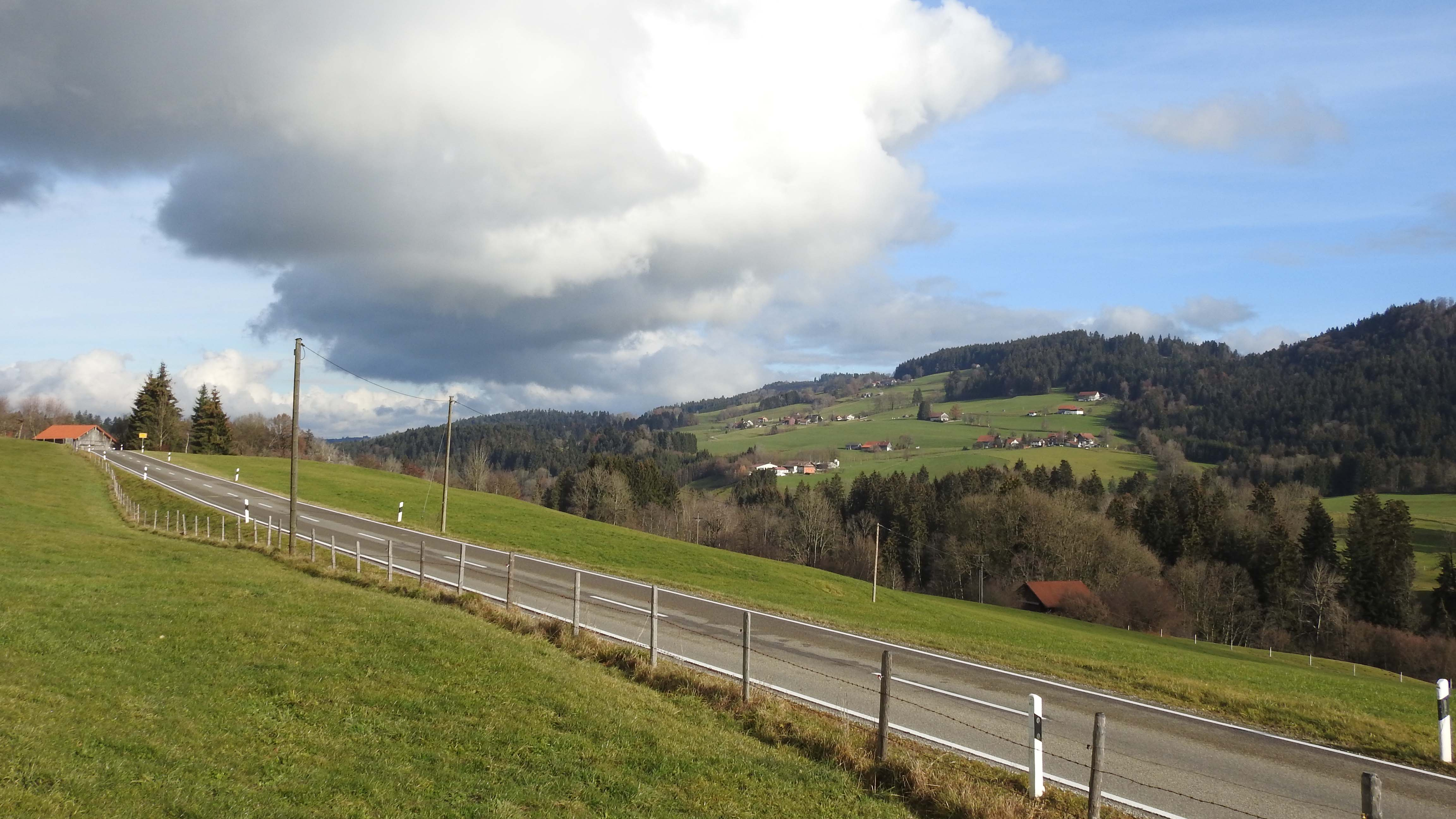
Rothachtal bei Siebers mit Dressen und Weißen

### Zuflüsse
Hierarchische Liste ausgewählter Zuflüsse, jeweils vom Ursprung zur Mündung:
- Mühlbach, rechter Oberlauf
  - Moosbach, von links in Lindenberg im Allgäu
- Angerbach, linker Oberlauf
- Gräbenbach, von links in Weiler-Simmerberg-Rothach
- Weiß, von rechts in Weiler-Simmerberg-Bremenried
  - Weißenbach, rechter Oberlauf
- Hausbach, von links in Weiler-Simmerberg-Weiler im Allgäu
- Rotach, von rechts nach Bremenried
- Maisach, von rechts
  - Leintobelbach, von rechts
- Mühlenbach (Lohbach[2]), von links bei Dressen
  - Vorholzbach, von links[3]
- Eyenbach, von links; Grenzbach zu Österreich
  - Schwarzenbach, rechter Oberlauf; Grenzbach zu Österreich
- Rothenbach, von rechts
- Scheffauer Bach, von rechts aus Scheidegg-Scheffau
- Kesselbach, von rechts nahe dem Zollhaus bei Scheffau; Grenzbach zu Österreich
- Bucherbach, von links bei Sulzberg-Herberg
- Hompmannbach, von links nahe Sulzberg-Schönenbühl
- Weißenhuberbach, von rechts in Langen bei Bregenz-Ach
- Standbach, von links bei Sulzberg-Eschau
- Leckenbach, von rechts aus Langen

### Orte an der Rotach
- Bremenried, Weiler-Simmerberg
- Doren
- Ellhofen-Moos, Weiler-Simmerberg
- Eyenbach, Weiler-Simmerberg
- Langen
- Lindenberg im Allgäu
- Neuhaus, Scheffau
- Rothach, Weiler-Simmerberg
- Thal